# Yrrhapta cervina
Yrrhapta cervina är en insektsart som först beskrevs av Sjöstedt 1921.  Yrrhapta cervina ingår i släktet Yrrhapta och familjen gräshoppor. Inga underarter finns listade i Catalogue of Life.